# لي مارفين
لي مارفين (بالإنجليزية: Lee Marvin)‏، من مواليد 19 فبراير 1924 وهو ممثل أمريكي من أصول إنجليزية، وتوفي في 29 أغسطس 1987 ، من أشهر أفلامه ذا دلتا فورس.

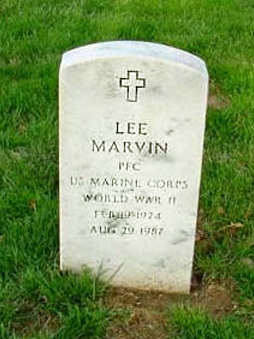
قبر للممثل الأمريكي الراحل لي مارفين

## أفلامه
- You're in the Navy Now (1951) (uncredited film debut)
- Hangman's Knot (1952)
- We're Not Married (1952)
- Eight Iron Men (1952)
- The Big Heat (1953)
- Gun Fury (1953)
- The Wild One (1953)
- تمرد كين (1954)
- The Raid (1954)
- Pete Kelly's Blues  [لغات أخرى]‏ (1955)
- A Life In the Balance (1955)
- Shack Out On 101 (1955)
- Bad Day at Black Rock (1955)
- Violent Saturday (1955)
- Attack (1956)
- Seven Men from Now (1956)
- مقاطعة رينتري (فيلم) (1957)
- The Missouri Traveler (1958)
- The Comancheros (1961)
- الرجل الذي أطلق النار على ليبرتي فالنس (1962)
- Donovan's Reef (1963)
- The Killers  [لغات أخرى]‏ (1964)
- القط بالو (1965)
- سفينة السفهاء (1965)
- The Professionals  [لغات أخرى]‏ (1966)
- The Dirty Dozen (1967)
- Point Blank  [لغات أخرى]‏ (1967)
- Hell in the Pacific (1968)
- Paint Your Wagon  [لغات أخرى]‏ (1969)
- Monte Walsh (1970)
- Prime Cut (1972)
- Pocket Money (1972)
- Emperor of the North Pole (1973)
- The Iceman Cometh  [لغات أخرى]‏ (1973)
- The Spikes Gang (1974)
- The Klansman (1974)
- The Great Scout & Cathouse Thursday (1976)
- الصراخ في وجه الشيطان (1976)
- Avalanche Express (1979)
- The Big Red One (1980)
- Death Hunt (1981)
- Gorky Park  [لغات أخرى]‏ (1983)
- أيام الكلب (1984)
- The Dirty Dozen: The Next Mission (1985)
- ذا دلتا فورس (1986)

## مسلسلات تلفزيونية
كما مثل لي في عدد من المسلسلات التلفزيونية ومنها :
- M Squad,
- Climax!,
- آلان هيل جونيور,
- Dragnet (as murder suspect Henry Ellsworth Ross),
- The Ford Show, Starring Tennessee Ernie Ford  [لغات أخرى]‏,
- General Electric Theater,
- The Untouchables  [لغات أخرى]‏,
- The Dick Powell Show,
- Combat!,
- توايلايت زون,
- Dr. Kildare, as well as

## وصلات خارجية
- لي مارفين على موقع IMDb (الإنجليزية)
- لي مارفين على موقع الموسوعة البريطانية (الإنجليزية)
- لي مارفين على موقع روتن توميتوز (الإنجليزية)
- لي مارفين على موقع ألو سيني (الفرنسية)
- لي مارفين على موقع ميوزك برينز (الإنجليزية)
- لي مارفين على موقع تيرنر كلاسيك موفيز (الإنجليزية)
- لي مارفين على موقع أول موفي (الإنجليزية)
- لي مارفين على موقع قاعدة بيانات برودواي على الإنترنت (الإنجليزية)
- لي مارفين على موقع قاعدة بيانات الأفلام السويدية (السويدية)
- لي مارفين على موقع إن إن دي بي (الإنجليزية)
- Profile of Marvin in Film Comment
- Lessons From Lee Marvin article